# آی‌چیچک خاتون
آی‌چیچک خاتون (زاده ؟ – درگذشته ۱۲۲۱)؛ اولین همسر سلطان محمد خوارزمشاه و مادر بزرگترین پسرش، سلطان جلال‌الدین خوارزمشاه بود. او دختر یکی از خان‌های ترکمن بود. وی در ابتدا همسر صیغه‌ای سلطان محمد بود، اما بعدها  به‌عنوان ملکه‌همسر سلطان منصوب شد. سلطان جلال‌الدین نیز به این دلیل که مادرش ترکمنی بود، همواره با ترکمن‌ها بوده و سپاهیان خود را از آن‌ها انتخاب می‌کرد که در بی‌باکی، سوارکاری و تیراندازی شهرت داشتند.

## زندگی‌نامه
آی‌چیچک خاتون (که نامش به‌معنای گل آفتاب‌گردان است) دختر یکی از خان‌های ترکمن بود. از اوایل زندگی و نسب وی چیزی مشخص نیست، برخی منابع او را ترک‌تبار و برخی دیگر هندی می‌نامند. آی‌چیچک پس از ورودش به حرم‌سرای سلطان محمد، پسر ارشد سلطان، جلال‌الدین را به دنیا آورد. در منابع تاریخی آمده است که ترکان خاتون، مادر سلطان محمد، رابطهٔ خوبی با عروسش آی‌چیچک نداشت، به طوری‌که بعدها مانع ولیعهدی پسرش، جلال‌الدین شد. گفته می‌شود علت تنفر شدید ترکان خاتون نسبت به آی‌چیچک، احتمالاً طبقه‌ای اجتماعی پایین وی بود.

در جریال حملهٔ مغول در سال ۱۲۲۰، یکی از افراد به ترکان خاتون پیشنهاد داد که برای فرار از چنگ مغول های متجاوز، به جلال‌الدین اعتماد کند و او را به‌عنوان وارث تاج و تخت و رهبر سپاه قبول کند، اما ترکان خاتون در جوابش گفت:
 "برو، به او [جلال‌الدین] بگو که برود و خیال‌بافی نکند! چگونه می‌توانم به رحمت فرزند آن زن بی همه‌چیز [آی‌چیچک] دل‌خوش کنم، وقتی که اوزلاغ شاه و آق‌شاه (دیگر پسران سلطان محمد) را در کنار خود دارم، چطور تحت حمایت او باشم؟ حتی حضور در اسارت به دست چنگیزخان و تحقیر و رسوایی فعلی‌ام برای من بهتر از این است که از فرزند آی‌چیچک حمایت کنم و به او وابسته شوم!"
سرانجام در سال ۱۲۲۱، جنگ‌جویان مغولی، به رهبری چنگیزخان توانستند جلال‌الدین و سپاهش را مغلوب کنند. هنگامی‌که آی‌چیچک مطلع شد که پسرش در جنگ شکست خورده، ترسید که مبادا او و عروسانش و باقی اهل حرم‌سرا به چنگ سربازان مغلولی گرفتار شوند و حرمتشان شکسته شود. برای همین فوراً دست به کار شد و نامه‌ای خطاب به پسرش، جلال‌الدین نوشت. متن درون نامه از این قرار بود:
به نام خدا؛ به تو التماس می‌کنیم که ما را بُکُش و از این بلا و مصیبت نجاتمان ده!
هنگامی که جلال‌الدین نامهٔ مادرش را خواند، دستور صادر کرد که داد تمامی اهل حرم‌ باید خودشان را، تا قبل از رسیدن دشمن، هلاک کنند.
آی‌چیچک نیز همراه با عروسان، نوه‌هایش و باقی اهل حرم‌سرا خودشان را در رود سند غرق کردند و همگی از دنیا رفتند. تنها پسر هفت سالهٔ جلال‌الدین که دستور کشتنش با تأخیر صادر شده بود سالم ماند، اما به چنگ چنگیزخان افتاد و اسیر شد. 

## در فرهنگ عامه
- توسط لیلا موسوی در مجموعه تلویزیونی ایرانی، جلال‌الدین (به کارگردانی: شهرام اسدی و آرش معیریان) محصول سال ۱۳۹۳، به‌ تصویر کشیده شد.

- توسط رانو شودیوا در مجموعه تلویزیونی ترکی-ازبکی، من جلال‌الدینم (به کارگردانی: متین گونای، نورگیسه المورت و رضا همتی) محصول سال ۲۰۲۱، به‌ تصویر کشیده شد.